# Lemešná
Lemešná (950 m n. m. ) je vrchol v Javorníkách, situovaný na Slovensko - české hranici. 

## Polohopis
Nachází se na severu centrální části pohoří, na severním okraji geomorfologického podcelku Vysoké Javorníky.  Samotný masiv leží na Slovensko - české hranici, ačkoli ta prochází předvrcholem, přibližně 200 metrů východně od hlavního vrcholu. Zasahuje tak na území Zlínského i Žilinského kraje, okresů Vsetín a Čadca a do katastru obcí Velké Karlovice a Makov. Severozápadní a jihozápadní svahy odvodňují přítoky Vsetínské Bečvy, východní část odvádí vodu do řeky Kysuca.  Jihovýchodně se nachází sedlo pod Lemešnou, kde hřebenovou trasu křižuje přístupová cesta z Makova i značené chodníky z obou stran hranice.

## Popis
Vrch je součástí pohraničního hřebene, který vede ze severu z Makovského průsmyku přes Oselnú (925 m n. m.) a pokračuje jihovýchodním směrem do sedla pod Lemešnou. Nejvyšší bod masivu a tedy hlavní vrchol leží na českém území, kam směřuje i boční hřeben s vrchem Bařinka (867 m n. m.). Lemešná je svou výškou nejvyšším vrchem této části hřebene a většinu jejích svahů patří do povodí Bečvy, s výjimkou východní části, svažující se do údolí Kysuce. Vrch je převážně zalesněný, no odlesnené části nabízejí výhledy na okolní vrchy. Vrch leží na okraji CHKO Kysuce, mohutné pralesovými porosty jedle a buku na západních svazích v údolí Malé Hanzlůvky ochraňuje NPR Razula. 

### Výhledy
Díky značné výšce a mýtinám v jedlově-bukovém porostu jsou možné omezené výhledy. Viditelné jsou zejména okolní vrchy pohoří, ale severním směrem jsou dobře viditelné Moravskoslezské Beskydy, východněji lze pozorovat část Slezských a Kysuckých Beskyd či Malé Fatry. 

## Přístup
Vrchol Lemešnej je díky síti značených stezek a přístupové cestě do blízkého sedla poměrně snadno dostupný. Hranicí vede  červeně značená Javornická magistrála (Makovský průsmyk - Velký Javorník), na kterou se zde připojuje chodník z Velkých Karlovic.

### Značené trasy
- po  červeně značené trase (Javornická magistrála):
  - ze severu z Makovského průsmyku přes Oselnou (925 m n. m.)
  - z jihu z Velkého Javorníka přes sedlo pod Lemešnou
- po  modře značené trase z obce Velké Karlovice
- po  žlutě značené trase přes sedlo pod Lemešnou:
  - z osady Kopanice, patřící k obci Makov
  - z lokality Podťaté v obci Velké Karlovice [2]